# Jean-Pierre Deloux
Jean-Pierre Deloux est un écrivain, essayiste et érudit français né le 13 février 1944 à Paris et décédé le 23 janvier 2009 à Lille.

## Biographie
Il est le fils unique de Geneviève et de René Deloux.
Après être passé par le lycée Janson-de-Sailly, Jean-Pierre Deloux consacre une bonne partie de sa jeunesse à hanter les bouquinistes et les cinémas de quartier (dont le Mac-Mahon, le Studio Obligado et le Napoléon de l’avenue de la Grande-Armée, le Cine qua non de l'Escurial, le Trianon), notamment avec son ami  François Guérif, époque au cours de laquelle il se constitue une culture littéraire et cinématographique, aussi bien classique que « mauvais genre ». Il travaille par ailleurs pour les cinémas Le Jean Renoir à Pigalle (qu'il crée avec Jacques Scandelari à la demande de Simone Lancelot) et Les Acacias, et collabore à des scénarios : Joë Caligula - Du suif chez les dabes, de José Benazeraf, et une adaptation de La Philosophie dans le boudoir, du marquis de Sade, par Jacques Scandelari.
Vouant une passion particulière pour le western, pour Budd Boetticher, André De Toth, Charles Marquis Warren, Sam Peckinpah, Monte Hellman, King Vidor, Samuel Fuller, Nicholas Ray, Jacques Tourneur, et pour Kenji Mizoguchi, Otto Preminger, Jean-Pierre Melville, Sacha Guitry, Jerry Lewis, Frank Capra, Abel Ferrara, Vittorio Cottafavi, Ridley Scott, Sergio Leone, Claude Sautet, Ida Lupino, voire pour les séries Z d'Edward L. Cahn, sa cinéphilie ne le quitte jamais et nourrit son œuvre : Quentin Tarantino, fils de pulp (Fleuve Noir, 1998), Quentin Tarantino de A à Z (1998, Méréal, sous le pseudonyme de Yannick Surcouf), Vincente Minnelli - sous le signe du Lion (Durante 2000). Il crée, en collaboration avec Pierre-Julien Marest, la collection CinéFiles chez Clairac éditeurs en 2006 (Dark City, d'Eddie Muller. Il contribue à l'édition de l'unique roman de Sterling Hayden, Voyage, en coédition Rivages / Clairac et à la publication de ses Mémoires : Wanderer.
Passionné de roman noir, Jean-Pierre Deloux compte un grand nombre d'articles, préfaces, critiques et contributions diverses, notamment en tant que rédacteur en chef de la revue Polar ; il défend des auteurs comme Jim Thompson, David Goodis, James Ellroy, Jim Nisbet (qui lui dédie son Codex de Syracuse), soutient des auteurs comme Hugues Pagan ; se bat pour qu'André Héléna ne tombe pas dans l'oubli (il signe d'ailleurs une dizaine de préfaces de ses ouvrages, à l'occasion de leur réédition chez é-dite). Son livre Dashiell Hammett  Underworld USA (Le Rocher, 1994), fait référence. Marc Villard dit de lui : « Ce sont des gens comme lui et Lebrun qui, durant de longues années, se sont chargés de notre initiation au genre noir. De bons profs, à mon sens ».
Jean-Pierre Deloux est un amateur éclairé de Balzac, Stendhal (Chroniques Italiennes de Stendhal, vues par Jean-Pierre Deloux -Rombaldi, 1978), Lautréamont, Nerval, Alexandre Dumas, Zola, Raymond Roussel, Jean Parvulesco, Donatien Alphonse François de Sade du roman gothique... Mais Deloux a aussi une autre vie : c'est un  passionné d'histoire, notamment d'occultisme et d'ésotérisme, dont Rennes le Château est la récurrence. Parmi ses nombreux sujets de prédilection, on peut citer : la guerre de Sécession, les deux guerres mondiales, la guerre de Cent Ans, la piraterie, les mythologies européennes, les Templiers, l'Atlantide. Il adore les figures d'« ogres » telles que Gilles de Rais, le marquis de Sade, Barbe-Bleue ou Joseph Vacher. Par ailleurs, il s'essaie, au roman, érotique, avec Marie çà et là.
En 1999, il signe pour s'opposer à la guerre en Serbie la pétition « Les Européens veulent la paix », initiée par le collectif Non à la guerre.

### Romans et essais
- Chroniques italiennes de Stendhal, vues Par Jean Pierre Deloux, de Jean-Pierre Deloux. Rombaldi, 1978
- Les Bandits (en collaboration avec Jacques Brétigny, sous le pseudonyme de Richard Carroll), André Balland
- Marie çà et là (en collaboration avec Pierre Marest), Eroscope, 1980.
- Rennes-le-Château, capitale secrète de l’histoire de France (en collaboration avec Jacques Bretigny), Éditions Atlas, réédition Pégase.
- Dashiell Hammett, Underworld USA, Éditions du Rocher, 1994.
- Vacher l’Assassin, Éditions Claire Vigne.
- Almanach du Paranormal, Éditions Méréal.
- Quentin Tarantino, fils de Pulp, Fleuve noir.
- Quentin Tarantino de A à Z (sous le pseudonyme de Yannick Surcouf), Éditions Méréal.
- Vincente Minelli, Bibliothèque du Film, Durante, 2000.
- Le Corsaire Alabama, Éditions Edite, 2001.
- Vacher l’éventreur, Éditions Edite, 2000.
- L’Atlantide de A à Z (en collaboration avec Lauric Guillaud), Éditions Edite.
- Le Ravin du Loup et autres histoires mystérieuses des Ardennes, Éditions du Rocher, 2001.
- Les Archives secrètes du Prieuré de Sion (préface et coordination de l’édition), Éditions Edite, 2006.
- Le Dahlia noir, Autopsie d’un crime de 1947 à James Ellroy (en collaboration avec Stéphane Bourgoin), Éditions Edite, 2006.

### Préfaces et contributions
- La Vraie Langue Celtique et Le Cromleck De Rennes-Les-Bains de l’Abbé Henri Boudet (introduction De Jean-Pierre Deloux, préface De Pierre Plantard De Saint-Clair). Belfond, 1978.
- Le Collier du prêtre Jean de John Buchan (traduction de Paul Charneau ; introduction de Jean-Pierre Deloux intitulée « Mane thecel phares ou le regard de John Buchan », p. 5 à 10), Nouvelles Éditions Oswald, 1981; introduction reprise dans l'édition 10/18, coll. « Domaine étranger », 1991, p. 11 à 23.
- La Déesse aux yeux verts, de Sax Rohmer, (Traduction de Dominique Vatar, postface de Jean-Pierre Deloux), coll. Le Miroir obscur no 97, Nouvelles Éditions Oswald (NEO), 1985
- Le Fantôme de madame Crowl de Joseph Sheridan Le Fanu (traduction de Jean-Louis Degaudenzi, postface de Jean-Pierre Deloux) coll. Fantastique / SF / Aventure no 207, Nouvelles Éditions Oswald (NEO), 1988.
- Robert de Niro, de James Cameron-Wilson, (traduit de l'anglais par Jean-Pierre Deloux, avec la collaboration d’Evelyne Caron-Lowins). Terrain Vague, Losfeld, 1988.
- Le Charlatan (de William Lindsay Gresham, Jean-Pierre Deloux, Denise Nast), Série noire, Gallimard, 1998.
- Histoire secrète de l'Europe (I) de Claude-Sosthène Grasset d'Orcet, (préface de Jean-Pierre Deloux), Edite, 2000.
- Histoire secrète de l'Europe (II) de Claude-Sosthène Grasset d'Orcet, (préface de Jean-Pierre Deloux), Edite, 2000.
- Les Crabes d'André Héléna, (préface de Jean-Pierre Deloux), Edite 2000.
- Le Condamné à mort d'André Héléna, (préface de Jean-Pierre Deloux), Edite, 2000.
- L’Homme de main d'André Héléna, (préface de Jean-Pierre Deloux), Edite, 2000.
- Le Festival des macchabées d'André Héléna, (préface de Jean-Pierre Deloux), Edite, 2001.
- Les flics ont toujours Raison, d'André Héléna, (préface de Jean-Pierre Deloux), Edite, 2002.
- Descente à Pigalle d’André Héléna, (Préface de Jean-Pierre Deloux), Edite, 2002.
- J’aurai ta peau, d’André Héléna (préface de Jean-Pierre Deloux), Edite, 2002.
- J'aurai la peau de Salvador d’André Helena, (préface De Jean-Pierre Deloux), Edite, 2002.
- Ompdrailles, le tombeau des lutteurs de Léon Cladel, (préface de Jean-Pierre Deloux), Edite 2002.
- La Malédiction des Hallman, de Ross Macdonald, (traduction de Jean-Pierre Deloux), coll. facettes Éditions Guenaud/Librairie "Au Troisième Œil".
- Le Bon Dieu s'en fout d’André Helena, (préface de Frank Evrard et Jean-Pierre Deloux) Edite, 2002.
- Rencontre dans la nuit d’André Héléna, (préface de Frank Evrard et Jean-Pierre Deloux), Edite, 2003.
- La République mystérieuse des Elfes, Faunes, Fées et autres semblables de Robert Kirk, (préface de Jean-Pierre Deloux) Durante, 2003
- Le Reflet de Saturne de John Boynton Priestley, (Traduction de Bernard Willerval, postface de Jean-Pierre Deloux), coll. L'Éternel retour no 1, DURANTE, 2003.
- Sale Histoire - Nouveau Récit De La Vie Et Des Aventures d'Arthur Abdel Simpson, Jean-Pierre Deloux, Collection Morts Subites, Slatkine.
- Monuments mégalithiques du monde entier de James Fergusson, (préface de Jean-Pierre Deloux), Edite, 2008.

## Journalisme -Polar
De 1979 à 2001 collabore à la revue Polar dont il devient le corédacteur en chef en 1997. Il y signe un grand nombre d’études dont :
- Jim Thompson : Monsieur zéro et l’infini  (1979)
- Jonathan Latimer : Un vieux de la vieille (1979)
- David Goodis : Polar blues (1980)
- Jean-Patrick Manchette : Noir et Rouge (1980)
- Philip Marlowe : Trouble is my business (1980)
- Pierre Siniac : La Fête des fous (1980)
- W.R. Burnett : The asphalt jungle (1980)
- Jerome Charyn : Jogging with the geek (1981)
- José Giovanni : Le Milieu et la marge (1981)
- John Buchan : Salut à un coureur d’aventures (1981)
- Michel Lebrun : De l’assassinat considéré comme l’un des Beaux-Arts (1981)
- James M. Cain : Qu’as-tu fait de ton frère ? (1981)
- Richard Stark : Parker le voleur (1982)
- Fredric Brown : Mouvement brownien (1982)
- Dashiell Hammett : Hard Boiled Dash (1982)
- Ellery Queen : American Queen (1982)
- Georges J. Arnaud : La Maison-Dieu (1983)
- Dorothy B. Hughes : Missouri Belle (1983)
- Tony Hillerman : L’Indien blanc (1990)
- Eric Ambler : Les Masques du thriller (1991)
- Ellis Peters, Umberto Eco : Le Match des siècles (1991)
- Pierre Magnan : Pour saluer Magnan (1992)
- James Ellroy : “Mad Dog” Ellroy, prince de Los Angeles (1992)
- Janwillem van de Wetering : Prémices du polar New Age (1993)
- Joseph Hansen : La Vie en rose … et noir (1994)
- Jim Nisbet : Jim Nisbet et ses diableries (1994)
- Robin Cook : Des mots, des morts (1994)
- Marc Villard : Blueser, loser and street writer (1996)
- Lawrence Block : Lawrence of America (1997)
- Peter Straub : Un fantastiqueur au long cours (1998)
- Hugues Pagan : Chevaucher le tigre (1999)
- Francis Ryck : Le Voyageur crépusculaire (2000)
- André Héléna : Je suis un roman noir (2000)

## Sources
- Claude Mesplède (dir.), Dictionnaire des littératures policières, vol. 1 : A - I, Nantes, Joseph K, coll. « Temps noir », 2007, 1054 p. (ISBN 978-2-910-68644-4, OCLC 315873251), Notice Jean-Pierre Deloux.